# Пилипчук, Сергей Валерьевич
Серге́й Вале́рьевич Пилипчу́к (укр. Сергій Валерійович Пилипчук; 26 ноября 1984, Готвальд, Харьковская область, СССР) — украинский футболист, полузащитник

## Карьера

### Клубная
Первый тренер — Владимир Майстро. Мать нередко запрещала Сергею ходить на тренировки из-за учёбы Сергея в музыкальной школе. В ДЮФЛ выступал за харьковские УФК, «Свитанок» и ДЮСШ-9, «Металлист».
Пилипчук выступал за нальчикский «Спартак» в 2005—2007 годах, а также в 2009 и в 2011. Также в карьере экс-игрока молодёжной сборной Украины значатся ярославский «Шинник» (2010), нижегородская «Волга» (2010), подмосковные «Химки» (2008—2010). В последнем для себя сезоне в российской Премьер-лиге за «Спартак» хавбек провел 22 матча, в которых не забил ни одного гола, отдав одну голевую передачу.
В январе 2012 года подписал контракт с украинским клубом «Волынь» из Луцка. Сергей Пилипчук выступал в луцком клубе под № 90. В июне 2013 года покинул клуб по мнению игрока из-за конфликта с главным тренером команды Виталием Кварцяным.
В августе 2013 года перешёл в польскую «Корону». В команде взял 5 номер. Отыграв в чемпионатах Польши за «Корону» несколько сезонов покинул её в сентябре 2017 года и перешёл в перволиговый клуб «Вигры», с которым в январе 2018 года продлил контракт ещё на полтора года — до лета 2019 года.
Летом 2019 года подписал контракт с ФК «Волчанск», выступающим в турнире КФК чемпионата Украины.

## Достижения
- Серебряный призёр молодёжного чемпионата Европы: 2006

## Личная жизнь
Его отец — профессиональный музыкант, художественный руководитель ансамбля, мать — домохозяйка. Пилипчук шесть лет занимался в музыкальной школе по классу баян. Женат, вместе с супругой Владой воспитывают сына Данилу.